# 屯溪路
屯溪路，安徽省合肥市的一条东西向干道，得名自黄山市屯溪区。道路东起裕溪路立交。西至芜湖西路与南一环路交口，其间联通合肥城南多条主干道，目前全路并入南一环路。沿路有安徽省体育中心、合肥工业大学屯溪路校区、安徽艺术职业学院、安徽省审计厅、工商大厦、地矿大厦、安徽省经济和信息化厅、安徽医科大学第一附属医院北院区、中华人民共和国安徽出入境检验检疫局、安徽省人大机关医院、安徽省中医药管理局、安徽省教育招生考试院东区、安徽医科大学第一附属医院本部等。

## 轨道交通
- █ 1号线：合工大南区站